# Nauris Gleglu
Nauris Gleglu (* 26. November 1976) ist ein lettischer Dartspieler.

## Karriere
Nauris Gleglu nimmt seit 2010, anfangs noch unregelmäßig, an Turnieren der BDO teil. Seinen ersten Auftritt bei einem Majorturnier hatte er beim World Masters 2013, wo er in der Runde der letzten 256 dem Österreicher Alireza Ghafouri unterlag. Auch 2014 nahm er an diesem Turnier teil, zudem ging es ins Halbfinale bei den Estonian Open und im Jahr zuvor bei den Latvian Open. Beim WDF Europe Cup 2016 schlug Gleglu zunächst Pál Székely, bevor er unter den letzten 64 gegen Marko Kantele verlor. Im Juni 2017 hätte der Lette an der Seite von Madars Razma sein Debüt beim World Cup der PDC geben sollen, aus privaten Gründen zog Razma und damit das lettische Team aber zurück und wurde durch die Schweiz ersetzt. Nach einigen Jahren, die Gleglu lediglich im skandinavischen Bereich, wie der Nordic & Baltic Tour, verbrachte, trat er bei den Denmark Open 2021 wieder in Erscheinung und erreichte die letzten 32, bei den Irish Open ging es nach Siegen über Ronan Donelly und PJ Byrne sogar ins Achtelfinale. 2022 häuften sich auch die Teilnahmen bei internationalen Turnieren wieder, so nahm der Lette an den World Masters und dem Europe Cup der WDF teil. Außerdem gab er mit Madars Razma das lang erwartete Debüt beim World Cup of Darts, wo sie das ungarische Team mit dem dritthöchsten Average der gesamten Turnierrunde mit 5:1 legs besiegten und im Achtelfinale den topgesetzten Engländern erst im entscheidenden Doppel mit 2:4 unterlagen.
Bei der Q-School 2024 war Gleglu wieder gemeldet. Drei Siege konnte er dabei erzielen, was für die Final Stage jedoch nicht ausreichte.